# Idalus iragorri
Idalus iragorri là một loài bướm đêm thuộc phân họ Arctiinae, họ Erebidae.